# سفرهای استانی محمود احمدی‌نژاد

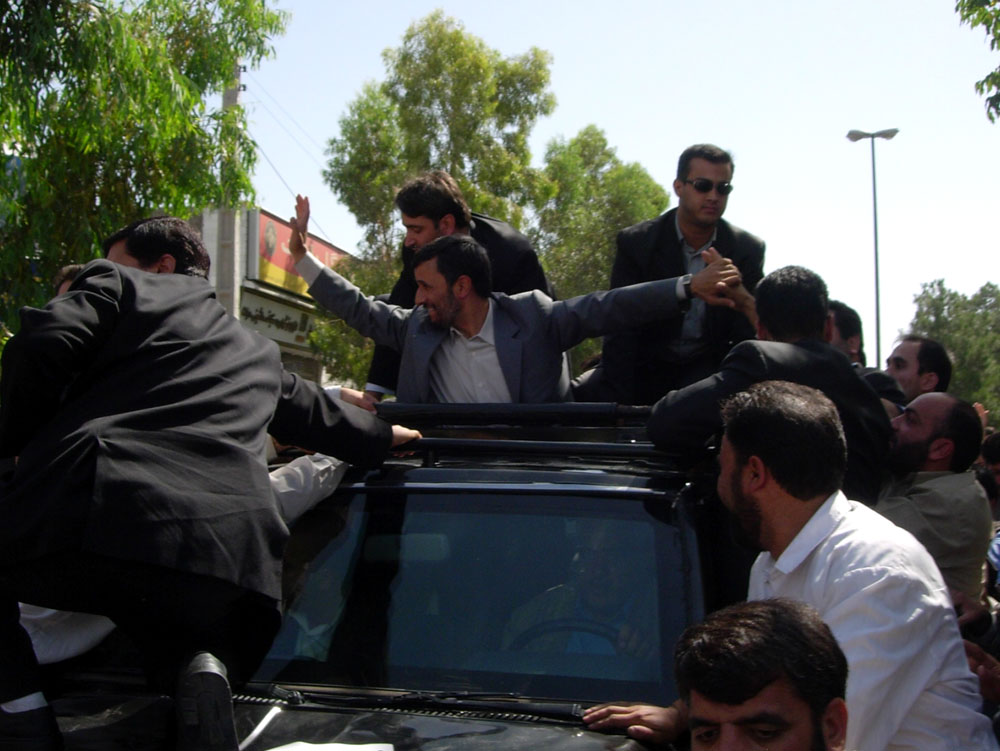
سفر استانی احمدی‌نژاد به سمنان خرداد ۱۳۸۶

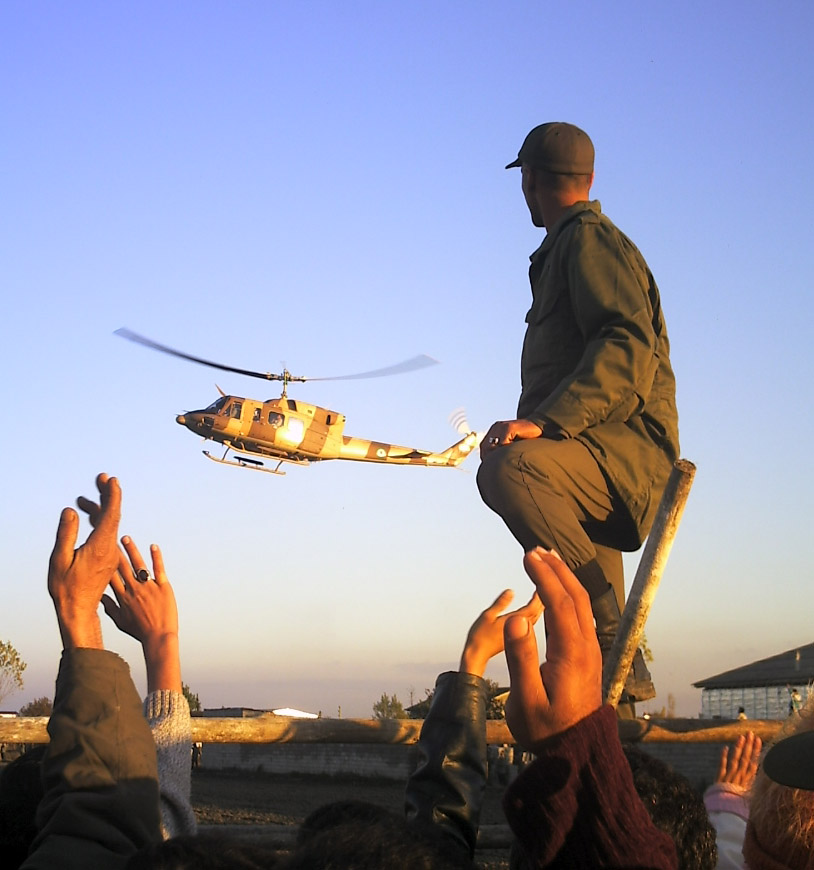
سفر استانی احمدی‌نژاد به جویبار ۱۳۸۵

محمود احمدی‌نژاد ، در دوران ریاست جمهوری به همراه هیئت دولت سفرهای استانی زیادی انجام داد. لطف‌الله فروزنده معاون توسعه مدیریت و سرمایه انسانی دولت دهم یکی از دلایل حمایت بالای مردم از محمود احمدی‌نژاد را در انتخابات ریاست جمهوری ایران (۱۳۸۸)، انجام همین سفرهای استانی به مناطق مختلف ایران در طی دوره اول ریاست جمهوری احمدی‌نژاد می‌داند.

## اهداف
احمدی‌نژاد هدف سفرهای استانی را گره گشایی برای زندگی مردم اعلام کرد. محمدرضا رحیمی معاون اول رئیس جمهور سفرهای استانی را موجب تحولی بزرگ در کشور دانست.
در دور اول سفرهای استانی دو میلیون ۲۰۰ هزار نامه برای دریافت کمک‌های نقدی توسط دولت دریافت شد. دولت نیز ۲۵۰ میلیارد تومان اعتبار برای رسیدگی و پاسخگویی به این نامه‌ها در نظر گرفت.

## موافقان
موافقان سفرهای استانی مزایایی را برای وقوع این سفرها برشمرده‌اند که از جمله آن‌ها می‌توان موارد زیر را برشمرد:
- از نظر سیاسی-اجتماعی، حضور رئیس جمهور و هیئت وزیران در دورترین و محرومترین نقاط کشور باعث تعامل و ارتباط متقابل مردم و مسئولان می‌شود. همچنین مسئولان بیشتر با روحیات و نیاز مردم آشنا می‌شوند.
- حضور در مناطق مختلف ایران و جلسات بحث و تصمیم‌گیری باعث کاهش تمرکززدایی اداری و کاهش فرایند انجام کار می‌شود.
- حضور مردم در استقبال از رئیس‌جمهور، نوعی نمایش یکپارچگی و وحدت در مقابل دشمنان ایران است. به عنوان مثال حمایت مردم از برنامه هسته‌ای ایران در سفرهای مختلف استانی که نقش مهمی در پیشبرد این مقوله و مقاومت دولت در مقابل فشارهای خارجی داشت.
- بررسی پرونده‌های نیمه تمام از نزدیک و رفع موانع مالی و حقوقی آنها.
- با توجه به شعار «توسعه عدالت‌محور» دولت، این سفرها می‌تواند به رشد متوازن کشور و همچنین توجه بیشتر به روستاها و مناطق محروم می‌شود.

## انتقادها
رئیس سازمان بازرسی کشور مصوّبات دولت در سفرهای استانی را بیش از توان دولت دانست و گفت به این دلیل بسیاری از این مصوبات اجرایی نشده یا با تأخیر اجرا می‌شوند.
بعضی از منتقدان دریافت نامه‌های مردمی برای کمک نقدی را شیوه‌ای نادرست دانستند. در دور سوم سفرهای استانی دولت مجبور به حذف جمع‌آوری نامه‌های مردمی شد. دلیل این کار کافی نبودن آن برای حل معضل فقراعلام شد. دولت اعلام نمود از این به بعد اعتباری برای پیگری نامه‌های مردمی در نظر گرفته نمی‌شود.
محمود گودرزی، وزیر ورزش و جوانان دولت یازدهم، همزمان با اعلام خبر از سرگیری اعطای وام ازدواج بعد از وقفه‌ای چندساله، اظهار کرد که احمدی‌نژاد، از بودجه اختصاص‌داده‌شده به وام ازدواج جوانان، برای تأمین مخارج سفرهای استانی‌اش برداشت انجام می‌داده و این اقدام موجب شده بود که در سال‌های پایانی دوران ریاست‌جمهوری وی، بودجه‌ای برای اعطای وام ازدواج باقی نماند و اعطای این وام متوقف شود.
حسن غفوری فرد، استاندار دولت محمدعلی رجایی، با مقایسهٔ سفرهای استانی کابینه محمدعلی رجایی که بدون اطلاع‌رسانی عمومی انجام می‌شد، با سفرهای استانی تشریفاتی کابینه احمدی‌نژاد، تعطیلی مدارس شهرهای هدف سفر و اعزام دانش‌آموزان آن‌ها برای استقبال از رئیس‌جمهور و همچنین، ارسال دستورالعمل برای کارخانجات به منظور تأمین بخشی از نیروی انسانی استقبال‌کنندگان از بین کارگرانشان را از انتقادات وارد بر سفرهای استانی احمدی‌نژاد دانست.